# Lathrop, Kalifornien
Lathrop är en stad (city) i San Joaquin County, i delstaten Kalifornien, USA. Enligt United States Census Bureau har staden en folkmängd på 18 316 invånare (2011) och en landarea på 56,8 km².